# FMA I.Ae. 33 Pulqui II
L'FMA I.Ae. 33 Pulqui II era un monomotore a getto da caccia ad ala a freccia progettato dagli ingegneri Norberto Morchio e Humberto Ricciardi dell'Instituto Aerotécnico in collaborazione con l'ingegnere tedesco Kurt Tank e realizzato dall'azienda argentina Fábrica Militar de Aviones (FMA) negli anni cinquanta e rimasto allo stadio di prototipo.
Pur non essendo stato avviato alla produzione in serie, il Pulqui II fu uno dei primi caccia a getto di prima generazione ad essere realizzato nel primo dopoguerra.

## Storia

### Sviluppo
Il programma di ammodernamento della propria aeronautica militare decisa dal governo argentino aveva prodotto nel 1946, su progetto dell'Instituto Aerotécnico in collaborazione con Émile Dewoitine, il prototipo I.Ae. 27 Pulqui I, un caccia equipaggiato con motore a getto. Le modeste prestazioni offerte dal modello convinsero però di sviluppare un nuovo velivolo in grado di garantire prestazioni adeguate al suo ruolo.
Nel tardo 1947 l'Instituto Aerotécnico inizia il progetto I.Ae. 33 Pulqui II che adotterà una motorizzazione più potente ed alcune soluzioni tecniche, per l'epoca, d'avanguardia come l'ala a freccia. Il governo argentino invitò il progettista Kurt Tank ad unirsi al gruppo che stava sviluppando il nuovo velivolo il quale, dopo aver ritrovato parte dello staff tecnico della Focke-Wulf, decise di rimanere a Córdoba e contribuire al progetto. Tank in Germania, durante le ultime fasi della seconda guerra mondiale aveva sviluppato il Ta 183, un innovativo caccia a getto destinato ai reparti della Luftwaffe che però non riuscì ad essere completato per le avverse vicende belliche. Decide quindi di riproporre il proprio progetto alle autorità militari argentine che, dato che lo staff tecnico dell'Instituto Aerotécnico avesse già completato la fase di studi preliminari, propose di sviluppare parallelamente entrambe le proposte, una con la supervisione di Tank e l'altra guidata dall'ing. Norberto Morchio.
La necessità di adottare un motore a turbina di produzione in serie, il britannico Rolls-Royce Nene, costrinse Tank ad adattare i progetti originali. Il Nene garantiva una maggiore spinta rispetto al turbogetto Heinkel HeS 011 originariamente previsto per il Ta 183 ma essendo il primo dotato di compressore centrifugo risultava più ingombrante del tedesco, che adottava un compressore assiale. Il Pulqui II era quindi caratterizzato da una fusoliera di maggior diametro. Al termine della fase progettuale i disegni risultarono tra loro molto simili e venne deciso di fondere le esperienze accumulate dai due gruppi di progettazione in un unico modello, pur mantenendo l'impostazione del Ta 183, analizzando ogni differenza al fine di ridurre quanto possibile le difficoltà costruttive. Allo sviluppo di Tank venne riconosciuta una maggiore manovrabilità alla quota di 10 000 m mentre alcune soluzioni argentine lo avvantaggiavano nel volo a bassa quota.

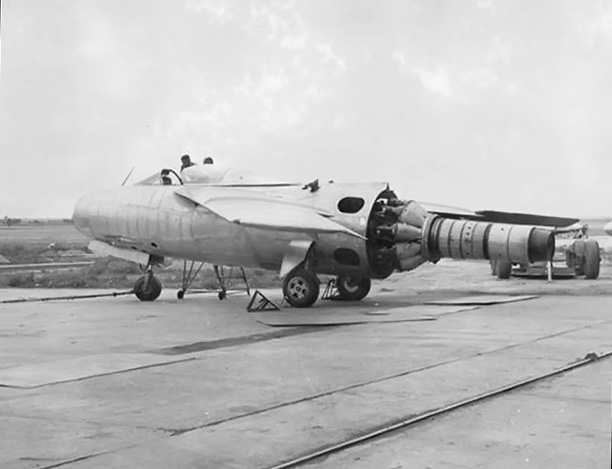
Il Pulqui II, senza la copertura della parte posteriore della fusoliera, mostra l'installazione del turbogetto Rolls-Royce Nene.

Parallelamente, senza che Tank ne fosse a conoscenza, in Unione Sovietica l'301 diretto da Semën Alekseevič Lavočkin e l'OKB 155 diretto congiuntamente da Artëm Ivanovič Mikojan e Michail Iosifovič Gurevič stavano sviluppando un caccia basandosi sui progetti originali dell'ingegnere tedesco requisiti dall'Armata Rossa durante la controffensiva sovietica sul Fronte orientale. Gli studi porteranno alla realizzazione del Lavochkin La-15 e del più famoso Mikoyan-Gurevich MiG-15.

### Impiego operativo
Il primo prototipo completato era una versione priva di motore, utilizzato per le prove statiche, mentre il primo esemplare completo venne portato in volo il 16 giugno 1950 ai comandi del capitano Edmundo Osvaldo Weiss. Il velivolo, durante il suo secondo volo di prova ed ai comandi dell'ex pilota collaudatore Fock-Wulf Otto Behrens, presentò diversi problemi di stabilità superando la velocità di 700 km/h, costringendo il pilota a rientrare alla base. In quell'occasione l'eccessiva velocità di fase di atterraggio causò una serie di salti che provocarono il collasso dell'elemento destro del carrello. Le verifiche necessarie e l'introduzione di modifiche atte a risolvere il problema rinviarono il terzo volo di prova al successivo 23 ottobre, data in cui lo stesso Tank si pose ai comandi per saggiare le caratteristiche di stallo del velivolo.
Il Pulqui II, alla presenza dell'allora presidente Juan Domingo Perón accompagnato da un nutrito gruppo di funzionari e personale diplomatico, venne presentato ufficialmente al pubblico l'8 febbraio 1951 all'aeroporto Jorge Newbery di Buenos Aires.

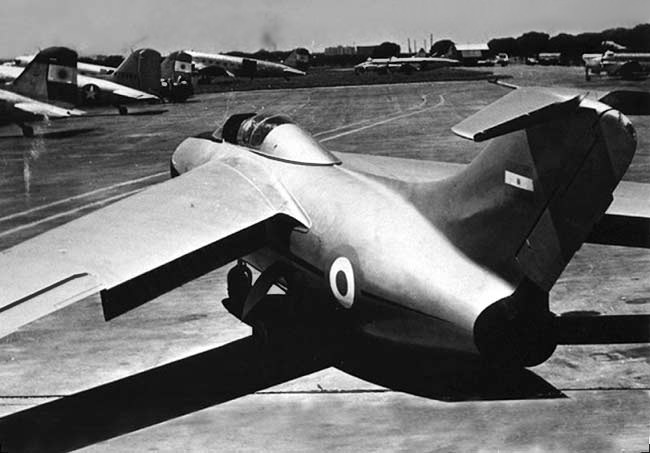
Vista posteriore del Pulqui II.

La crisi economica che investì la nazione a partire dal 1953 costrinse il governo a ridurre le spese tra cui quelle destinate ai programmi militari, rimandando l'avvio alla produzione in serie del Pulqui II. Con la destituzione di Peron, a causa della Revolución Libertadora del settembre 1955, il programma venne abbandonato per disinteresse del nuovo governo, atteggiamento che determinò nel personale tecnico di origine tedesca la decisione di lasciare il paese per trasferirsi all'estero, molti dei quali accasandosi negli Stati Uniti.
Il prof. Tank invece si trasferì in India iniziando, nel 1959, una collaborazione con la Hindustan Aeronautics di Bangalore e che sfociò nella realizzazione del cacciabombardiere HAL HF-24 Marut, il primo velivolo militare costruito nel paese asiatico.
Tuttavia, la determinazione del personale FMA continuò lo sviluppo come iniziativa privata realizzando, nel 1959, il quinto ed ultimo prototipo, il 33 Pulqui IIe, che adottando serbatoi di combustibile maggiorati alloggiati nel profilo alare avevano risolto il problema della ridotta autonomia che affliggeva i modelli iniziali. Ciò nonostante, mancando il necessario finanziamento per lo sviluppo ed il sostegno del governo, il programma venne definitivamente interrotto.

## Descrizione tecnica
Il Pulqui II era un velivolo dall'aspetto moderno e che riuniva molte caratteristiche dei velivoli che avrebbero caratterizzato i caccia di prima generazione; monoposto, monomotore a getto con ala a freccia, impennaggio a T e carrello retrattile.

## Versioni
33 Pulqui II
prototipo, realizzato in quattro esemplari.
33 Pulqui IIe
prototipo, versione a lungo raggio dotato di un'ala modificata che integrava due serbatoi di combustibile; realizzato in un esemplare.

## Utilizzatori
Argentina
- Fuerza Aérea Argentina

## Esemplari attualmente esistenti
L'unico esemplare giunto ai nostri giorni, il prototipo numero 5, è esposto al pubblico nei padiglioni del Museo Nacional Aeronáutico y del Espacio situato presso la base aerea di Morón, in Argentina.

## Velivoli comparabili
Unione Sovietica
- Lavochkin La-15
- Mikoyan-Gurevich MiG-15

 Stati Uniti
- North American F-86 Sabre